# Éditions de l'Oiseau-Lyre
La Éditions de l'Oiseau-Lyre (o più semplicemente L'Oiseau-Lyre) è un'etichetta discografica francese, specializzata nella produzione di dischi di musica classica del periodo antico e barocco, realizzata su strumenti originali e secondo la pratica filologica.

## Storia
È stata fondata nel 1932 a Parigi da Louise Dyer (più tardi Hanson-Dyer), una pianista e filantropa australiana mossa dal desiderio di produrre edizioni musicali di compositori europei dal XV fino al XIX secolo. Il primo progetto portato a compimento è stata l'edizione integrale delle opere di François Couperin.
Dal 1962, anno della morte di Louise Dyer, la società è passata nelle mani del marito Jeff Hanson che ha inaugurato la produzione di una serie di incisioni discografiche le quali, da un punto di vista tecnico, vennero affidate alla Decca, casa discografica inglese che successivamente, negli anni '70, ne acquisì definitivamente i diritti.
L'Oiseau-Lyre divenne così una delle etichette discografiche più prestigiose dedicate alla musica antica e barocca eseguita su strumenti originali e in modo filologico, con artisti di assoluto riferimento come Christopher Hogwood, Philip Pickett e Christophe Rousset.
Questa etichetta deve il suo nome alla parola francese che sta ad indicare un particolare uccello australiano, l'uccello lira, la cui coda è stata usata come logo.
La collezione Hanson-Dyer è attualmente conservata alla biblioteca della facoltà musicale della Università di Melbourne.

## Artisti prodotti

### Gruppi
- The Consort of Musicke, dir. Anthony Rooley
- The Academy of Ancient Music, dir. Christopher Hogwood
- The Medieval Ensemble of London, dir. Peter & Timothy Davies
- New London Consort, dir. Philip Pickett

### Solisti
- Christophe Rousset, clavicembalo